# Ubiquiti Networks
Ubiquiti Networks ist ein amerikanischer Hersteller von aktiven Netzwerkkomponenten. Das Unternehmen wurde 2005 gegründet und stellte anfangs WLAN-Adapter für PCs her; 2007 wurde das Angebot um Netzwerkkomponenten wie WLAN-Router, Access Points, WLAN-Antennen und Richtfunkantennen für den Außenbereich erweitert. Seit 2014 werden auch VoIP-Telefone hergestellt. Switche und Netzwerkkameras für den professionellen und semiprofessionellen Einsatz werden inzwischen auch von Ubiquiti Networks hergestellt.
Im Oktober 2011 ging Ubiquiti Networks an die Börse NASDAQ.
Die WLAN-Router von Ubiquiti verwenden ein linuxbasiertes Betriebssystem („airOS“) und WLAN-Chips von Atheros. Die nanoStation-Router sind im Freifunk-Bereich sehr populär, da sie die Nutzung einer eigenen Firmware gestatten.
Im Jahr 2012 wurde eine Sicherheitslücke in dem enthaltenen Bootloader gefunden, die es bei physischem Zugang zum Netzwerkkabel relativ einfach erlaubte, die Konfiguration inklusive der Passwörter auszulesen. Bei den daraufhin verkauften Geräten wurde die Lücke geschlossen, aber die Änderungen am Quelltext von U-Boot zuerst nicht veröffentlicht, obwohl dieser unter der GPL-Lizenz steht und somit parallel veröffentlicht werden müsste. Erst später holte Ubiquiti Networks dies nach.